# 平成ノブシコブシのヨルオシ!
平成ノブシコブシのヨルオシ!（へいせいのぶしこぶしのよるおし）は、北海道テレビ放送（HTB）にて放送されたバラエティ番組シリーズである。

## 概要
- 北海道出身のお笑いコンビ『平成ノブシコブシ』（吉村崇・徳井健太）の初の冠番組。
- これまで数々の自社制作深夜番組を放送してきたHTBは、若手スタッフを中心とした斬新な企画を放送する「HTB深夜開拓魂」プロジェクトを開始し、その第1弾として2010年8月に企画が立ちあげられた。当初から長期間でなく3ヶ月限定の番組として企画されており、ノブシコブシの2人やスタッフにとっても実験的なチャレンジでもあった。
- 直前に放送されているミニ番組『美女動画』と共に2010年秋改編の自社制作番組としてPRされており、第1回と最終回放送日には『美女動画』の出演者[1]がジャンクションでPRしていた。
- 放送開始前後に札幌市営地下鉄のドアステッカーでも宣伝が行われ、初回から幸先のいい視聴率をマークし、3ヵ月間の放送期間を全うした。「いつかレギュラー番組として、放送時間も増えて復活したい」と2人は語っていた。2013年4月より、「HTB深夜開拓魂」第11弾として「平成ノブシコブシのヨルオシ!!」が放送された。

## 放送リスト
| ヨルオシ！（2010年） | ヨルオシ！（2010年）                  |
| 放送日               | 内容                                  |
| -------------------- | ------------------------------------- |
| 10月7日              | リポーターに挑戦!                     |
| 10月14日・21日       | 謎のUFOパークを訪ねて                 |
| 10月28日             | 世界チャンピオンと対決!?              |
| 11月4日              | 不気味な「がま記念館」を調べて!       |
| 11月11日・18日       | 実録!催眠術のすべて                   |
| 11月25日・12月2日    | 徳井のおじいちゃんを捜せ!             |
| 12月9日              | 北広島の「ちょんまげおじさん」を捜せ! |
| 12月16日・23日       | めざせ!M-1チャンピオン                |

| ヨルオシ！！（2013年） | ヨルオシ！！（2013年）                   |
| 放送日                 | 内容                                     |
| ---------------------- | ---------------------------------------- |
| 4月4日・11日           | 吉村の実家周辺で番組をPR                 |
| 4月18日                | TOJIMA BIG AIR                           |
| 4月25日・5月2日        | 札幌の秘境・デューク東郷を探検!          |
| 5月9日                 | 視聴者プレゼントを視聴者のもとへ届けよう |
| 5月16日・23日          | 人気調査                                 |
| 5月30日                | ヨルオシ!!的 函館観光                    |
| 6月6日                 | 「破天荒ガラナ」を作ろう                 |
| 6月20日・27日          | 夢叶えます                               |
| 7月4日                 | 動物園で飼育員に挑戦                     |
| 7月11日                | 恩人に会いにいこう                       |

## 関連番組
- 帰省なう
2011年10 - 12月期に同枠で放送されていた番組。吉村崇が第3 - 5回に出演。